# Данска на Светском првенству у атлетици на отвореном 2019.
Данска је учествовала на 17. Светском првенству у атлетици на отвореном 2019. одржаном у Дохи од 27. септембра до 6. октобра седамнаести пут, односно учествовала је на свим првенствима до данас. Репрезентацију Данске представљало је 9 атлетичара (1 мушкарац и 8 жене), који су се такмичили у 5 дисциплине (1 мушка и 4 женске).,
На овом првенству атлетичари Данске нису освојили ниједну медаљу, а оборена су два национална и два лична рекорда. У табели успешности према броју и пласману такмичара који су учествовали у финалним такмичењима (првих 8 такмичара) Данска је са 1 учесником у финалу делила 63 место са 2 бода.
| Плас. | Земља  | 1. место | 2. место | 3. место | 4. место | 5. место | 6. место | 7. место | 8. место | Бр. финал. | Бод. |
| ----- | ------ | -------- | -------- | -------- | -------- | -------- | -------- | -------- | -------- | ---------- | ---- |
| =63.  | Данска | 0        | 0        | 0        | 0        | 0        | 0        | 1        | 0        | 1          | 2    |

## Учесници
| Мушкарци: - Тајс Најхојс — Маратон | Жене: - Ана Емили Мелер — 5.000 м, 3.000 м препреке - Сара Слот Петерсен — 400 м препоне - Астрид Гленер-Франдсен — 4 х 100 м - Ида Карстофт — 4 х 100 м - Мете Граверсгард — 4 х 100 м - Матилде Крамер — 4 х 100 м - Ема Беитер Боме — 4 х 100 м - Louise Østergaard — 4 х 100 м |

## Резултати

### Мушкарци
| Атлетичар    | Дисциплина | Лични рекорд | Квалификације | Квалификације | Полуфинале | Полуфинале | Финале   | Финале       | Детаљи |
| Атлетичар    | Дисциплина | Лични рекорд | Резултат      | Место         | Резултат   | Место      | Резултат | Место        | Детаљи |
| ------------ | ---------- | ------------ | ------------- | ------------- | ---------- | ---------- | -------- | ------------ | ------ |
| Тајс Најхојс | Маратон    | 2:14:18      |               |               |            |            | 2:18:10  | 31 / 55 (73) |        |

### Жене
| Атлетичарка                                                         | Дисциплина       | Лични рекорд | Квалификације      | Квалификације    | Полуфинале            | Полуфинале            | Финале                | Финале                | Детаљи |
| Атлетичарка                                                         | Дисциплина       | Лични рекорд | Резултат           | Место            | Резултат              | Место                 | Резултат              | Место                 | Детаљи |
| ------------------------------------------------------------------- | ---------------- | ------------ | ------------------ | ---------------- | --------------------- | --------------------- | --------------------- | --------------------- | ------ |
| Сара Петерсен                                                       | 400 м препоне    | 53,55 НР     | Дисквалификована   | Дисквалификована | Није се квалификовала | Није се квалификовала | Није се квалификовала | Није се квалификовала |        |
| Ана Емили Мелер                                                     | 5.000 м          | 15:07,70 НР  | 15:11,76           | 7. у гр. 2       |                       |                       | Није се квалификовала | 16 /26 (29)           |        |
| Ана Емили Мелер                                                     | 3.000 м препреке | 9:24,21 НР   | 9:18,92 кв, НР, ЛР | 4. у гр. 2       | 9:13,46 НР, ЛР        | 7 /42 (43)            |                       |                       |        |
| Астрид Гленер-Франдсен Ида Карстофт Мете Граверсгард Матилде Крамер | 4 х 100 м        | 43,90 НР     | 43,92              | 6. у гр. 4       | Није се квалификовала | 13 / 13 (16)          |                       |                       |        |